# Gyoeryiinae
Die Gyoeryiinae sind eine Unterfamilie der Pfriemenschwänze mit 28 Arten. Sie sind die einzige Unterfamilie der Gyoeryiidae (Syn. Pseudonymidae) und Parasiten bei Wasserkäfern, eine Art kommt bei Blatthornkäfern vor.

## Merkmale
Typisch für die Familie ist, dass die Männchen einen kurzen Schwanz haben, der mindestens ein Paar sublateraler Papillen aufweist.

## Systematik
Zur Unterfamilie gehören gegenwärtig fünf Gattungen:
- Itaguaiana Kloss, 1959
- Jarryella Van-Waerebeke & Remillet, 1973
- Pseudonymus Diesing, 1857
- Stegonema Travassos, 1954
- Zonothrix Todd, 1942